# 沃普凱敏人
沃普凱敏人（Wopkaimin people）是一支居住在巴布亞紐幾內亞星山弗萊河流域的原住民族，屬於山地歐克人的一支，講范沃語。
沃普凱敏人早期行自給自足生活。1981年歐克泰迪礦坑的設立，使他們的生活方式受到巨大的衝擊。

## 其他
路普路普文騰洞穴（Luplupwintem）是豕果蝠的主要棲息地，該洞穴坐落於沃普凱敏人的傳統領域內。

### 引用
1. ↑  David Hyndman. . The Journal of Pacific History. December 1994, 29 (2): 203–221. JSTOR 25169228. doi:10.1080/00223349408572772.

### 來源
- Hyndman, David.  Ancestral Rain Forests and the Mountain of Gold: Indigenous Peoples and Mining in New Guinea, Westview Press (October 1994), hardcover, 208 pages, ISBN 0813378044 ISBN 978-0813378046